# Winter Loversland
Winter Loversland è un album discografico natalizio, il terzo in studio, della cantante statunitense Tamar Braxton, pubblicato nel 2013.

## Tracce
1. Sleigh Ride – 1:57
2. Santa Baby – 3:09
3. Santa Claus Is Coming to Town – 2:34
4. No Gift – 4:04
5. Away in a Manger / Little Drummer Boy – 3:45
6. Merry Christmas Darling – 3:38
7. The Chipmunk Song (Christmas Don't Be Late) (duetto con Trina Braxton) – 1:12
8. She Can Have You – 3:39
9. Silent Night – 3:35
10. Have Yourself a Merry Little Christmas – 2:55

## Classifiche
| Classifica (2013) | Posizione raggiunta |
| ----------------- | ------------------- |
| Stati Uniti       | 43                  |